# أولاد حموسة (تادرت)
أولاد حموسة هي إحدى مشيخات المملكة المغربية، تتبع جغرافيا لإقليم جرسيف وإداريًا لتادرت. يقدر عدد سكانها بـ 244 نسمة حسب الإحصاء الرسمي للسكان والسكنى لسنة 2004.